# Malattia di Lyme
La malattia di Lyme (pronuncia: /laɪm/) o borreliosi è una patologia di origine batterica.
Prende il nome dalla cittadina statunitense di Lyme, nel Connecticut, in cui nel 1975 se ne segnalarono i primi casi manifestatisi con inspiegabile aumento delle artriti, soprattutto infantili, che insorgevano con eritemi cutanei su torace, addome, dorso e natiche e si ingrandivano fino a raggiungere una dimensione variabile tra i 10 e i 50 cm, mal di testa e dolori articolari. La malattia fu originariamente scambiata per artrite idiopatica giovanile.
La malattia è originata da un batterio spiraliforme, la Borrelia burgdorferi, così chiamata in omaggio al suo scopritore, Willy Burgdorfer che la descrisse nel 1981. Il batterio infesta le zecche (nello specifico quelle del genere Ixodes), le quali possono a loro volta trasmetterlo agli umani e agli altri animali.
I luoghi nei quali è più facile contrarla sono le zone boschive. In America inizialmente si pensò che il serbatoio naturale fosse rappresentato dai cervi, dal momento che questi animali rappresentano l'ambiente ideale per la riproduzione delle zecche. Tuttavia studi successivi dimostrarono che il 90% delle zecche viene in contatto con la spirocheta nella fase di ninfa tramite il peromisco dai piedi bianchi, il tamia striato, il toporagno cinereo, il toporagno settentrionale dalla coda corta. Questi piccoli mammiferi rappresentano i serbatoi più competenti nel processo infettivo del batterio.
La sua incidenza è segnalata in Asia, America meridionale ed Europa centrale, nonché nelle regioni settentrionali d'Italia (Carso, in Trentino e in Liguria in particolare, più raramente in altre regioni).

## Sintomi e decorso
La malattia di Lyme ha tre fasi:
- precoce localizzata (non presente in tutti i pazienti, alcuni potrebbero non svilupparla e presentare direttamente i sintomi della fase successiva);
- precoce disseminata;
- tardiva.

Le fasi precoce e tardiva sono solitamente separate da un intervallo asintomatico.
La fase precoce è caratterizzata dall'eritema migrante. Compare nel 75% dei pazienti, incominciando come una macula o una papula rossa nel sito del morso, generalmente nella parte prossimale di un arto o sul tronco (specie a livello di coscia, gluteo o ascella), da tre giorni dopo il morso della zecca fino a sei-sette mesi dopo. Poiché le ninfe delle zecche sono molto piccole, la maggior parte dei pazienti non si rende conto che è stata morsa.
L'area interessata si espande, spesso con una chiarificazione della porzione compresa tra il centro e la periferia così da assomigliare a un occhio di bue. Può verificarsi un imbrunimento della porzione centrale dell'eritema, che può essere calda al tatto e indurita. Senza trattamento l'eritema in genere svanisce. Apparenti recidive delle lesioni sono causate da reinfezione, piuttosto che da ripresentazione della stessa infezione, perché il genotipo identificato nella nuova lesione differisce da quello del microrganismo infettante originale.
La fase precoce disseminata è quella in cui il batterio si diffonde nell'organismo. I pazienti non trattati sviluppano lesioni della pelle anulari secondarie più piccole senza indurimento al centro. Alcuni pazienti sviluppano una sindrome muscolo-scheletrica, simil influenzale, caratterizzata da malessere, spossatezza, astenia, febbre, cefalea, rigidità nucale, mialgie e artralgie diffuse. La maggior parte dei sintomi è caratteristicamente intermittente, se non trattata. Le lesioni cutanee possono ricomparire, anche in forma più lieve, spesso prima degli attacchi di artrite.
Alterazioni neurologiche si possono sviluppare nel 15% dei pazienti, e comprendono meningite linfocitaria o meningoencefalite, neurite dei nervi cranici (specie paralisi di Bell) e radicoloneuropatie motorie o sensitive. Di solito durano per mesi e in genere si risolvono completamente. Lesioni miocardiche si verificano in circa l'8% dei pazienti. Nella malattia di Lyme non trattata, la fase tardiva può incominciare da sei-nove mesi fino a quattro anni dall'esordio della malattia (definita dall'eventuale comparsa dell'eritema migrante). L'artrite si sviluppa nel 60-70% dei pazienti. Per diversi anni ricorrono episodi di tumefazione tipicamente intermittente e dolore di alcune articolazioni, in modo particolare delle ginocchia. Le ginocchia sono più gonfie che dolenti, spesso calde ma raramente arrossate. Spesso si formano cisti di Baker che possono andare incontro a rottura.

### Elenco dei sintomi
Infezione primaria
- Eritema cutaneo migrante
- Dolori muscolari e articolari
- Mal di testa
- Rigidità del collo
- Spossatezza
- Febbre
- Paralisi facciale
- Meningite
- Brevi episodi di dolore e gonfiore alle articolazioni

Meno comuni
- Infiammazione agli occhi
- Capogiri
- Fiato corto
- Acufeni

Infezione secondaria
- Artrite, intermittente o cronica (artrite di Lyme)

Meno comuni
- Perdita della memoria (amnesia)
- Difficoltà di concentrazione
- Cambiamenti d'umore o delle abitudini di sonno.

Neuroborreliosi è il nome dell'infezione del sistema nervoso da parte dell'agente della malattia di Lyme, causante i sintomi neurologici, alcuni dei quali già riportati:
- Cefalea
- Confusione mentale, sindromi psicoaffettive e psicosi, depressione
- Disturbi dell'attenzione, della memoria, della capacità di elaborazione mentale
- Episodi di paralisi di Bell
- Radicolonevriti
- Mielite infettiva che causa disturbi simili a quelli della sclerosi laterale amiotrofica[10] (ipostenia, atrofia muscolare, fascicolazioni, crampi, disfagia e disartria) e a quelli della sclerosi multipla (disturbi sensitivo-motori vari, da ipostenia a neurite ottica, mioclono e tremore cinetico e posturale, disturbi dell'equilibrio, atassia).

Complicanze
- Malattia di Lyme cronica (diagnosi controversa[11]; forse causata da persistenza della Borrelia nel SNC)
- Vasculite del micro-circolo cerebrale, simile a quella causata dal lupus eritematoso sistemico nella sua estensione al circolo cerebrale.
- Questi sintomi possono associarsi o evolvere in una sindrome da fatica cronica e sintomi simili a quelli dell'artrite reumatoide (nelle sue varietà più lievi), fibromialgia, disturbi della conduzione cardiaca, epatomegalia (con lieve aumento delle transaminasi) e splenomegalia.

## Diagnosi
Secondo taluni è difficile diagnosticare la malattia di Lyme perché i sintomi iniziali di tipo influenzale assomigliano a quelli di altre infezioni comuni. Oltre a ciò, alcuni pazienti infetti non manifestano l'eruzione cutanea. Inoltre spesso molti pazienti non ricordano di essere stati punti da una zecca poiché la puntura potrebbe passare inosservata, dal momento che le ninfe delle zecche sono così piccole che i pazienti potrebbero non rendersi conto di essere stati morsi. In realtà se si è attenti osservatori, ogniqualvolta si è in presenza di artriti spesso intermittenti e localizzate inizialmente alle ginocchia che non si spiegano con altre diagnosi, sarebbe opportuno valutare l'ipotesi della malattia di Lyme.
Gli Istituti Sanitari Nazionali statunitensi raccomandano perciò ai medici di non basare la propria diagnosi sul fatto che il paziente ricordi o meno di essere stato punto da una zecca, ma sui sintomi che egli accusa (l'eventuale presenza di febbre aiuta in tal senso) e sull'attenta esclusione di altre patologie che potrebbero aver dato origine a tali sintomi.

## Terapia
Se la malattia viene diagnosticata in tempo, la maggior parte dei pazienti può essere curata con successo con una terapia antibiotica mirata contro l'agente patogeno (generalmente doxiciclina per via orale nella fase precoce e ceftriaxone o cefuroxima via endovenosa nelle altre fasi). Il senso di spossatezza e i dolori possono continuare per diversi mesi dopo la cura, ma tendono a scomparire spontaneamente senza bisogno di prolungare la terapia. Secondo gli Istituti Sanitari Americani, la malattia non dà "effetto memoria", per cui è possibile contrarla più volte nella vita. Recentemente l'istituto di medicina della Yale University ha annunciato di aver messo a punto un vaccino sperimentale che potrebbe prevenire la malattia di Lyme. Questo vaccino "a duplice azione" stimola il sistema immunitario dell'uomo a produrre anticorpi che attaccano e uccidono i batteri della malattia e, nello stesso tempo, distrugge anche i batteri che vivono nelle zecche che pungono una persona vaccinata.
Secondo le indicazioni del ministero della salute italiano è sconsigliata la somministrazione di antibiotici nel periodo precedente la comparsa di sintomi, in quanto questa potrebbe mascherare il loro eventuale manifestarsi rendendo più complicata la diagnosi. Se la persona morsa sta già effettuando (o deve effettuare per altri motivi durante il periodo di osservazione) una terapia a base di antibiotici, viene consigliato di impiegare farmaci che siano efficaci anche contro le rickettsiosi (un'altra malattia che può essere provocata dal morso delle zecche) e le borreliosi (tra cui doxiciclina, amoxicillina o cefuroxima) per un periodo non inferiore alle tre settimane. Secondo le stesse indicazioni del ministero della salute italiano, per un sollievo sintomatico, possono essere utili i FANS, mentre è assolutamente sconsigliata la somministrazione di farmaci corticosteroidi perché potrebbero indurre esacerbazione del processo infettivo alla base della malattia di Lyme.
Secondo le indicazioni degli Istituti Sanitari Nazionali statunitensi, in caso di compresenza di malattia di Lyme e altre coinfezioni da zecche e malattie autoimmuni, è necessario curare prima l'infezione o le coinfezioni e poi procedere alla cura delle malattie autoimmuni, onde evitare un molto probabile evento di sepsi fatale per il paziente. Inoltre la patologia autoimmune sottostante potrebbe spontaneamente regredire dopo trattamento antibiotico. Generalmente la terapia antibiotica appropriata dà ottimi risultati qualunque sia la fase in cui viene incominciato il trattamento antibiotico. Come in qualsiasi malattia, più precoce è la diagnosi, più rapida sarà la ripresa. Nella fase tardiva non trattata e trascurata per anni sarà necessario ripetere più cicli di terapia antibiotica per via endovenosa. Esiti marcatamente invalidanti si possono riscontrare in caso di equivoco della malattia con altre malattie autoimmuni che hanno comportato somministrazione di immunosoppressori. In tali casi la malattia diviene irrimediabilmente cronica e con effetti devastanti.

## Prevenzione
Il modo più semplice di prevenire la malattia di Lyme è quello di evitare di subire infestazioni di zecche, dal momento che questi aracnidi sono il veicolo della malattia. Valgono perciò i seguenti consigli. Se camminate in zone infestate da zecche (zone boscose, ad esempio), tenetevi al centro dei sentieri; indossate indumenti lunghi e berretto; infilate i pantaloni nei calzettoni, e portate scarpe che non lascino scoperta nessuna parte del piede. Indossare indumenti di colore chiaro rende più facile scoprire le zecche. Gli insettifughi applicati sugli indumenti e sulla pelle sono efficaci, ma possono avere effetti collaterali, specie sui bambini.
Una volta rientrati in casa controllate che né voi né i bambini abbiate zecche, specialmente nelle parti del corpo coperte da peli. Fatelo con attenzione, perché le zecche immature sono minuscole, e si possono scambiare facilmente per particelle di sporco. Se avete animali domestici controllate anch'essi prima di farli entrare in casa. In caso di riscontro di una zecca adesa alla cute, questa va eliminata.
Non tentare di stordire il parassita con alcol, olio, benzina o simili perché questo metodo può causare il rigurgito del parassita aumentando il rischio che agenti patogeni entrino in circolo. Afferrare la zecca, il più vicino possibile al piano cutaneo, con delle pinzette a punte sottili senza schiacciarla e, senza applicare un movimento rotatorio che ne provocherebbe la rottura, effettuare una leggera trazione verso l'alto fino a che non lascia la presa. Il tentativo di estrazione di una zecca con la pinzetta, se fatto nella maniera sopra descritta, raramente esita in una rottura del parassita. Nel caso in cui tuttavia non si riesca a estrarre completamente la zecca, ci si può rivolgere al medico.
Una volta eliminata la zecca, si può procedere alla disinfezione della cute colpita. Tenere poi sotto controllo la parte per 30-40 giorni per verificare se il rossore della puntura si modifichi assumendo un andamento di espansione centrifuga con schiarimento centrale. In questo caso recarsi dal medico per una migliore valutazione dell'infezione.